# Martin Gundolf
Martin Gundolf (* 2. Juli 1928 in Wenns; † 15. Mai 2003 in Telfs) war ein österreichischer Bildhauer und Postbediensteter.

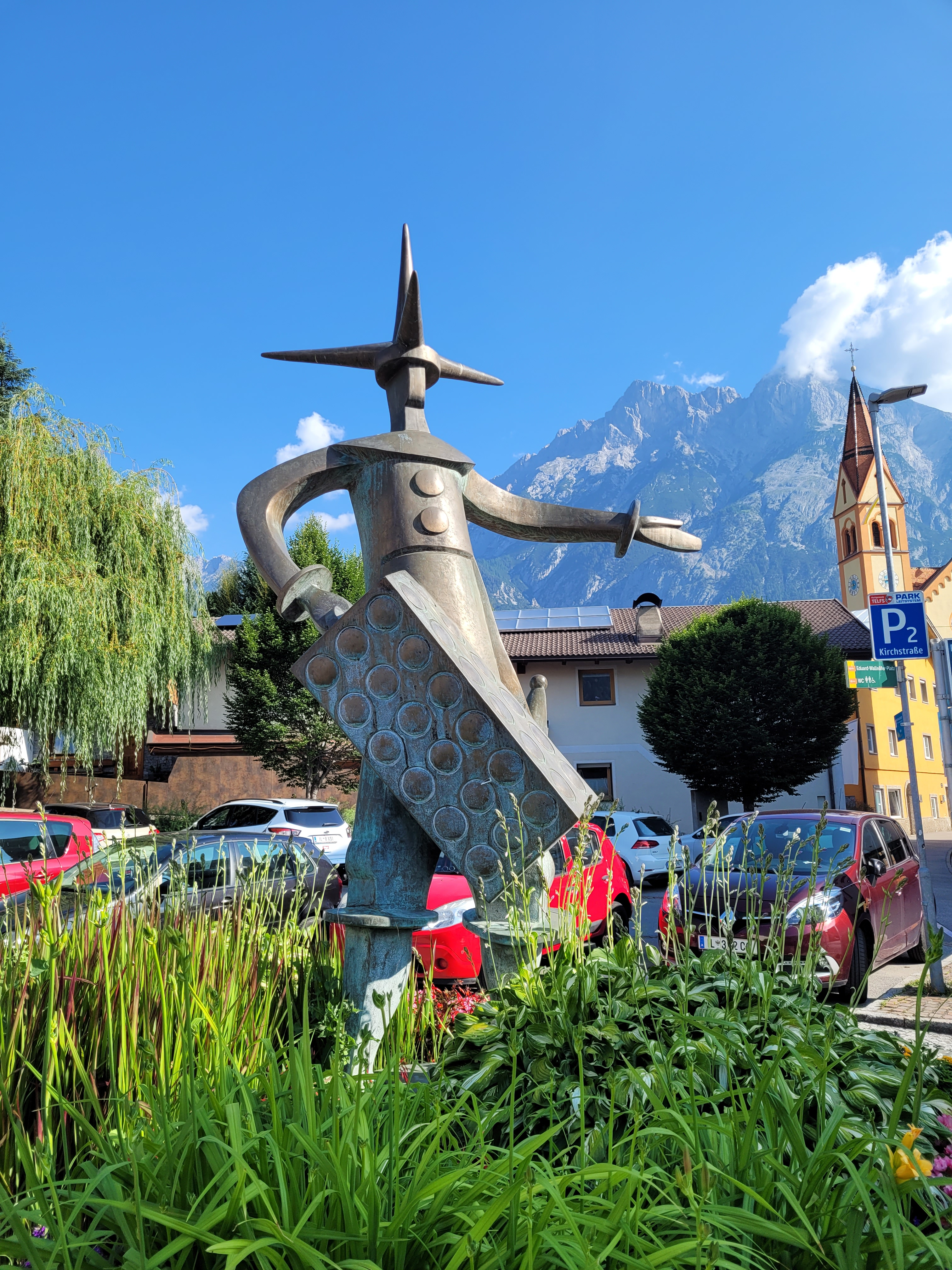
Fastnachtsbrunnen in Telfs

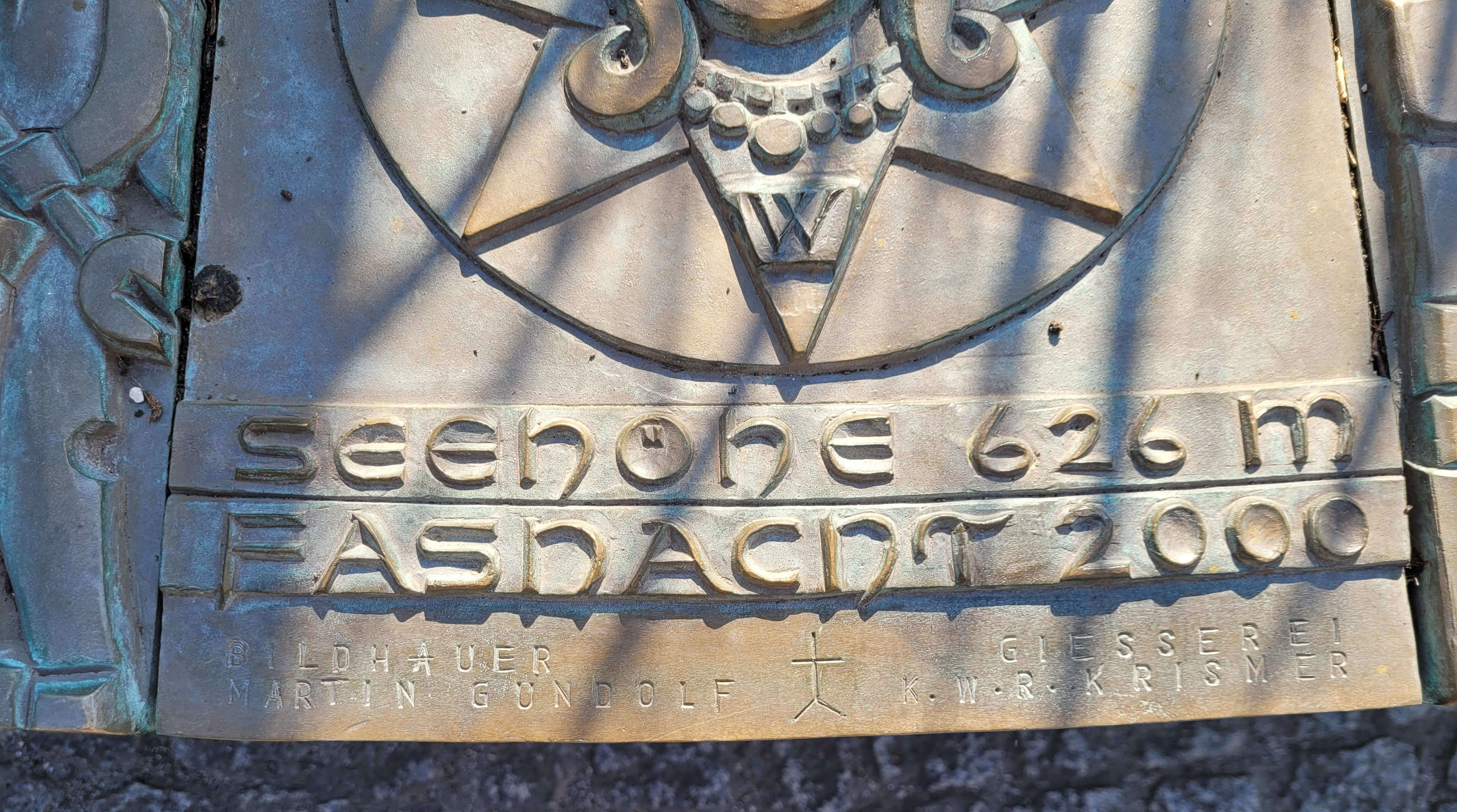
Signatur des Fastnachtsbrunnen in Telfs

## Leben
Martin Gundolf, der in Wenns im Pitztal zur Welt kam, absolvierte in Innsbruck an der Höheren Technischen Lehr- und Versuchsanstalt beim Bildhauer Hans Pontiller seine Bildhauerausbildung. Nach dem Besuch von bildnerischen Kursen an der Universität Innsbruck lebte er in Pfaffenhofen und später in Telfs als Bildhauer. Seine Frau Cilli Gundolf schuf künstlerische Werke im Textilbereich und in der Hinterglasmalerei.

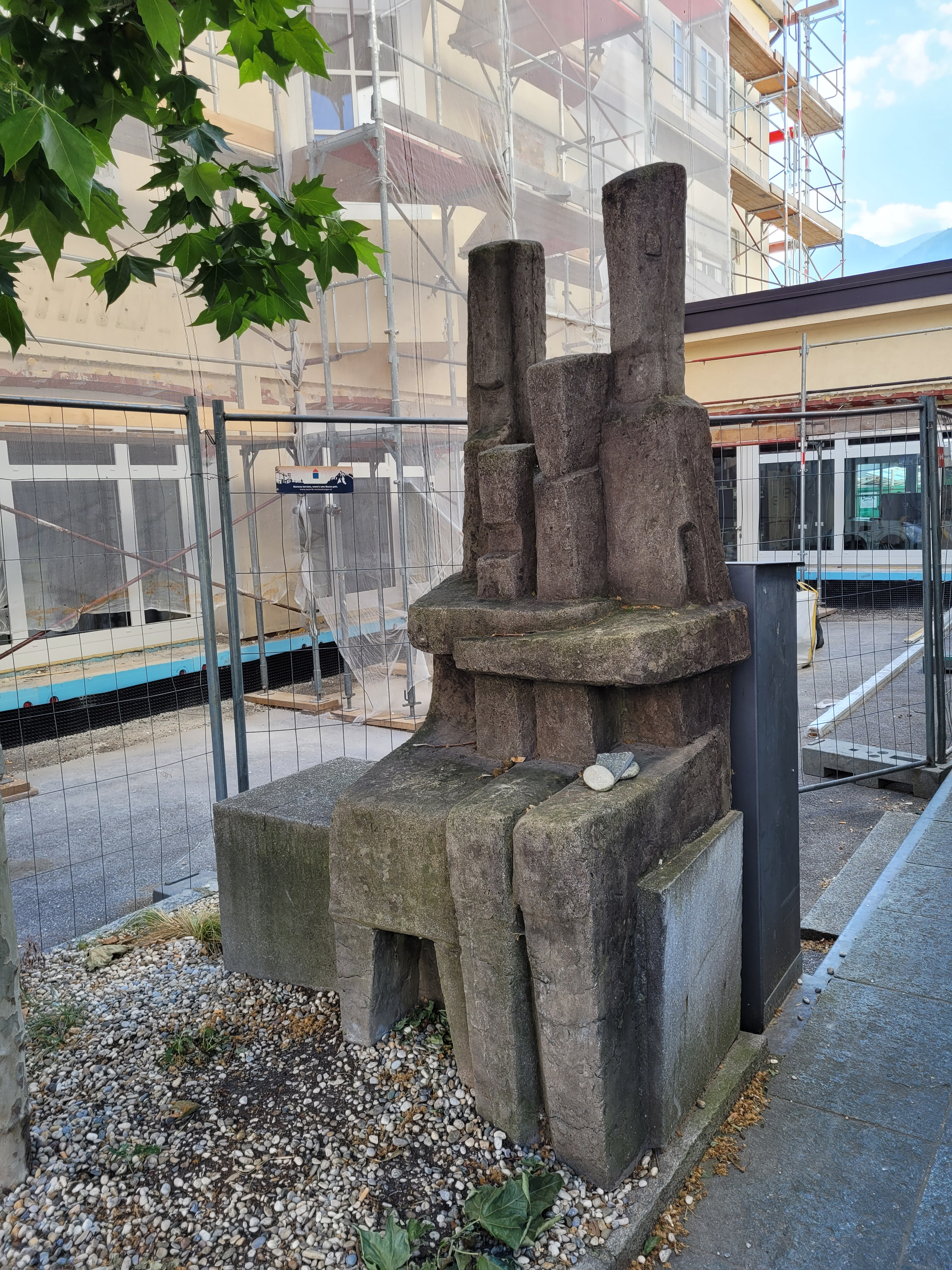
„Familie“ Betonguss von Gandolf in Telfs

## Arbeiten im öffentlichen Raum
Seine erste öffentliche Arbeit war ein Kruzifixus für das Franziskanerkloster Telfs 1955. Weitere öffentliche Aufträge folgten in Köln, Telfs, Roppen, Pfaffenhofen, Rietz, Stans, Wenns, Mieming, Matrei im Osttirol, Polling, Lermoos und Inzing.

## Fastnachtsbrunnen in Telfs
Sein ganzes Künstlerleben lang hat sich Martin Gundolf mit dem Thema Fastnachtsbrunnen (Fasnachtsbrunnen, Narrenbrunnen) auseinandergesetzt. In Telfs schuf er im Jahr 2000 einen solchen Brunnen in Bronze gegossen.

## Ausstellungen
Ausstellungen fanden in Luzern, Wien, Salzburg, Innsbruck, Freiburg im Breisgau, Zürich, München und in zahlreichen Orten in Tirol statt.

## Auszeichnungen
- 1972 Theodor-Körner-Preis
- 1982 Berufstitel Professor[2]